# Wereldkampioenschap basketbal vrouwen 1979
Het WK Basketbal voor vrouwen 1979 is het achtste gehouden wereldkampioenschap basketbal voor vrouwen. Twaalf landen die ingeschreven waren bij de FIBA, namen deel aan het toernooi dat gehouden werd in Zuid-Korea. De teams van het socialistische kamp hadden een boycot afgekondigd van de WK-wedstrijden in Zuid-Korea als gevolg van de Koude Oorlog. Het basketbalteam van de Verenigde Staten werd de uiteindelijke winnaar van het toernooi.

## Eindklassering
| #      | Land             |
| ------ | ---------------- |
| Goud   | Verenigde Staten |
| Zilver | Zuid-Korea       |
| Brons  | Canada           |
| 4      | Australië        |
| 5      | Italië           |
| 6      | Japan            |
| 7      | Frankrijk        |
| 8      | Nederland        |
| 9      | Brazilië         |
| 10     | Bolivia          |
| 11     | Maleisië         |
| 12     | Senegal          |

| WK basketbal voor vrouwen 1979 winnaar |
| -------------------------------------- |
| Verenigde Staten Derde titel           |